# Сура Аль-Хіджр
Сура Аль-Хіджр (араб. سورة الحجر)  — п'ятнадцята сура Корану. Мекканська, містить 98 аятів. Названа за давнім містом Хіджр